# نصیر علی مأمون
نصیر علی مأمون (زادهٔ ۱۹۵۳ میلادی) عکاس اهل بنگلادش است.